# Ауд Мудрая
Ауд Мудрая (исл. Auður djúpúðga; 834—900) — одна из ключевых участниц заселения Исландии в IX веке, упоминающаяся в родословных ряда персонажей «родовых саг».

## Биография
Отцом Ауд был Кетиль Плосконосый, король Мэна и Островов, матерью — Ингвильд, дочь херсира Кетиля Барана. Кетиль Плосконосый выдал дочь за Олава Белого, возглавлявшего викингов Ирландии и Шотландии. От этого брака родился единственный сын, Торстейн Рыжий.
Когда Олав Белый погиб в Ирландии (871 или 873 год), Ауд и Торстейн перебрались на Гебридские острова. Там Ауд женила сына на Турид, дочери Эйвинда Норвежца. Торстейн завоевал половину Шотландии, но погиб во время восстания (примерно в 890 году). Его мать узнала об этом, когда находилась на Катанесе. Она приказала втайне построить корабль и уплыла вместе с детьми Торстейна на Оркнейские острова, где выдала замуж старшую из внучек, Гроа (за Дунгада, ярла из Катанеса). Потом Ауд отправилась на поиски Исландии. В пути она сделала ещё одну остановку на Фарерских островах, где выдала замуж ещё одну внучку — Грелёд.
На борту корабля было 20 свободных мужчин, и Ауд командовала экипажем. Кроме того, на корабле были люди, купленные Ауд Мудрой у других викингов, — ирландцы и другие жители Британского архипелага. Они получили от хозяйки свободу и землю, с которой могли прокормиться. По прибытии в Исландию Ауд заняла обширную территорию — все Долинные Земли, часть которых раздала своим спутникам. Сама она поселилась в построенной ею усадьбе Лощина. В последние годы жизни она выдавала замуж оставшихся внучек и воспитывала единственного внука — Олава Фейлана.
От подавляющего большинства других первопоселенцев Ауд отличалась тем, что была христианкой. По её приказу был возведён крест на холмах, позже названных Крестовыми, и у этого креста она регулярно молилась. Её потомки построили на этих холмах языческое святилище.
В «Книге о заселении Исландии» говорится: «Ауд была очень величавой женщиной. Когда она состарилась, то пригласила родичей с обеих сторон и устроила пышный пир. Пир продолжался три ночи, когда она раздала своим друзьям подарки и добрые пожелания. Она сказала, что пир будет продолжаться ещё три ночи. Она сказала, что это будет тризной по ней. Но в ту же ночь она скончалась и была похоронена в прибрежной полосе, как она просила, потому что она не хотела лежать в неосвящённой земле, а она была крещёной. Но после этого вера её родичей испортилась».